# Jeroen Krabbé
Jeroen Krabbé (Ámsterdam, Países Bajos, 5 de diciembre de 1944) es un veterano actor y director neerlandés, más conocido desde mediados de los años 1980 tras participar en dos películas premiadas de Paul Verhoeven con repercusión internacional: Erik, el oficial de la reina (1982), recreación de buena parte de la historia contemporánea de Holanda desde principios de siglo, en un film donde Krabbé aparece junto a otro actor neerlandés prometedor de la época (Rutger Hauer), y que mereció una nominación al Oscar a la mejor película de habla no inglesa y El cuarto hombre (1983), cinta de culto del cine europeo de esa década donde Krabbé era ya el protagonista principal, en una trama situada entre el cine negro y el realismo donde un escritor de tendencias libres y obsesivas se enamora de una mujer a la que conoce en una charla-conferencia en un pueblo de la costa y descubre que esta es una persona psicopática-compulsiva. En la película Farinelli (1994) tuvo a su cargo el rol de Händel.
Tras llamar la atención de Hollywood por estos trabajos, Krabbé ingresa en la nómina de actores extranjeros inmersos en una proyección internacional que de vez en cuando tienen cabida en el cine de USA con papeles secundarios de prestigio. Así enlaza títulos como: Melancolía (1988 junto a Susannah York); Robin el magnífico (1991, John Irvin); o El príncipe de las mareas (1991, Barbra Streisand). A mediados de los 90 comenzó una carrera como realizador con El descubrimiento del cielo de 1994. Interpretó además al doctor Nichols en la película El fugitivo, protagonizada por Tommy Lee Jones y Harrison Ford.
Es hermano del escritor Tim Krabbé.

## Filmografía

### Como actor
- Soldaat van Oranje (1977)
- Spetters (1980)
- Een Vlucht Regenwulpen (1981)
- World War III (TV miniseries) (1982)
- The Fourth Man (1983)
- Turtle Diary (1985)
- Jumpin' Jack Flash (1986)
- No Mercy (1986)
- Miami Vice 3ª temporada / Episodio 24 (1987) "Heroes of the Revolution"
- The Living Daylights (1987)
- Code Name Dancer (1987)
- Jan Cox A Painter's Odyssey (1988)
- Crossing Delancey (1988)
- Shadow Man (1988)
- Melancholia (1989)
- The Punisher (1989)
- Scandal (1989)
- Robin Hood (1991)
- Kafka (1991)
- The Prince of Tides (1991)
- Stalin (1992)
- For a Lost Soldier (1993)
- King of the Hill (1993)
- El fugitivo (1993)
- Immortal Beloved (1994) – Anton Schindler
- Farinelli (1994) – Georg Friedrich Händel
- Left Luggage (1998)
- Dangerous Beauty (1998 – Pietro Venier)
- Ever After: A Cinderella Story (1998)
- Jesus (1999) - Satanás
- An Ideal Husband (1999)
- Il Cielo Cade (The Sky Will Fall)  (2000)
- The Discovery of Heaven (2001)
- Ocean's Twelve (2004)
- Deuce Bigalow: European Gigolo (2005) – Gaspar Voorsboch
- Off Screen (2005)
- Snuff-Movie (2005)
- Midsomer Murders (TV Series) Ep: Talking to the Dead (2008)
- Transporter 3 (2008)
- Gangster Kittens (2009)
- Yankee Go Home (2009)
- Schweitzer (2009)
- Rico's Wings (2009)
- Alleen maar nette mensen (2011)
- Tula: The Revolt (2013)

### Como director
- Left Luggage (1998)
- The Discovery of Heaven (2001)
- Rico's Wings (2009)